# Boarmia isabellaria
Boarmia isabellaria là một loài bướm đêm trong họ Geometridae.